# ماركو كامارغو
ماركو كامارغو هو سباح إكوادوري، ولد في 8 مايو 1989 في غواياكيل في الإكوادور.

## وصلات خارجية
- ماركو كامارغو على موقع الاتحاد الدولي للسباحة (الإنجليزية)
- ماركو كامارغو على موقع أوليمبيديا (الإنجليزية)